# 金ケ崎町立金ケ崎中学校
金ケ崎町立金ケ崎中学校（かねがさきちょうりつ かねがさきちゅうがっこう）は、岩手県胆沢郡金ケ崎町西根菖蒲沢にある公立中学校。通称は「金中」（かねちゅう）。
金ケ崎町内にある唯一の中学校である。

## 沿革
- 1965年（昭和40年）4月1日 - 町内中学校（永岡中学校、六原中学校、永沢中学校、金ケ崎中学校高谷野原分校）を統合し金ケ崎中学校創立、4校舎に生徒を収容。
- 1966年（昭和41年）10月10日 - 校歌制定。
- 1968年（昭和43年）4月1日 - 実質統合、新校舎に移転。
- 2009年（平成21年）7月1日 - 校舎改築工事着工。
- 2010年（平成22年）3月1日 - 新校舎落成式[1]。

## 部活動
- サッカー部
- 野球部
- ソフトボール女子
- 陸上部
- ソフトテニス男子
- ソフトテニス女子
- バスケットボール男子
- バスケットボール女子
- バドミントン男子
- バドミントン女子
- 卓球部男子
- 卓球部女子
- 剣道部
- 柔道部
- 吹奏楽部
- 美術部
- パソコン部

## 主な行事
体育祭（５月）
文化祭（10月）
感謝と激励の会（2月）

## 著名な出身者
- 佐藤千尋（女子プロ野球選手）
- 松本哲也（歌手、水沢市立水沢中学校へ転出）